# Ameerega flavopicta
Ameerega flavopicta är en groddjursart som först beskrevs av Lutz 1925.  Ameerega flavopicta ingår i släktet Ameerega och familjen pilgiftsgrodor. IUCN kategoriserar arten globalt som livskraftig. Inga underarter finns listade i Catalogue of Life.